# Омікрон Дракона
О́мікрон Драко́на (ο Dra / ο Draconis) — зоря-гігант, що розташована у сузір'ї Дракона на відстані 322,93 світлових роки від Землі. Її радіус становить 30 радіусів Сонця, а яскравість більша за сонячну у 269 раз. Дана зоря належить до змінних зір типу RS CVn. Вона є навколополюсним об'єктом, тобто вона ніколи не заходить за обрій.
Омікрон Дракона можна вважати північною полярною зорею на небі Меркурія, оскільки вона розташована до точки на небесній сфері, в яку напрямлена вісь обертання цієї планети дивлячись з її північного полюсу обертання.